# Булатовщина Ближняя
Булатовщина Ближняя — деревня в Гдовском районе Псковской области России. Входит в состав городского поселения Муниципальное образование «Гдов» Гдовского района.
Расположена на юго-восточной границе города Гдова.

## Население
Численность населения деревни по оценке на 2000 год составляет 49 жителей.

## История
До 2005 года деревня входила в состав ныне упразднённой Гдовской волости.